# روجر داف
روجر داف (بالإنجليزية: Roger Shepherd Duff)‏ هو عالم في الأتنيات ‏ نيوزيلندي، ولد في 11 يوليو 1912، وتوفي في 30 أكتوبر 1978.